# هزاع سالم
هزاع سالم (مواليد 19 يناير 1989) لاعب كرة قدم إماراتي يجيد اللعب في الظهير الأيمن والجناح الأيمن.
لعب لأندية العين والظفرة و الوصل و النصر و خورفكان و دبا.

## روابط خارجية
- هزاع سالم على موقع قاعدة بيانات كرة القدم.إي يو (الإنجليزية)
- هزاع سالم على موقع Soccerway.com (الإنجليزية)